# Simonds D'Ewes
Simonds d'Ewes, primo baronetto di Stowlangtoft Hall nel Suffolk (All Saints, 18 dicembre 1602 – Stowlangtoft, 18 aprile 1650), è stato un politico e antiquario inglese.

## Biografia
Primogenito di Paule Dewes, avvocato e funzionario pubblico, e di sua moglie, Cecilia, nacque a Coaxdon Hall (l'attuale All Saints (Devon)). Trascorse gran parte della sua infanzia con il nonno paterno, lo stampatore londinese Garrat Dewes, a Coaxden, mentre suo padre era costretto a prolungate assenze a Londra a causa del suo incarico di funzionario pubblico. Nel 1611 perse entrambi i nonni che lo lasciarono erede della dimora di Coaxden e di un cospicuo patrimonio amministrato da suo padre.
 Il 21 maggio 1618 nel St John's College di Cambridge per studiare teologia ed ebbe come insegnante il teologo puritano Richard Holdsworth. Nel 1620 suo padre, con il quale non ebbe mai un facile rapporto, gli ordinò perentoriamente di abbandonare Cambridge per fare il suo ingresso nel mondo della giurisprudenza, diventando membro del Middle Temple. Nonostante fosse un ottimo studioso della teoria legale, tuttavia non si dimostrò mai molto interessato alla pratica, trovando invece un profondo interesse nello studio della storia del pensiero giuridico e politico inglese e delle sue fonti. Nel 1625, durante le sue ricerche, entrò in possesso di una fonte dove erano registrati tutti gli atti del Parlamento inglese durante il regno di Elisabetta I d'Inghilterra, che rappresentò l'origine del suo compendioso lavoro sulla storia dell'attività parlamentare del regno anglosassone. La sua profonda erudizione sia in numismatica che in diplomatica gli consentirono di prendere con successo le difese di Robert de Vere, in collaborazione con l'altro celebre studioso dell'epoca, Sir Robert Cotton, in merito alla sua rivendicazione del titolo di Conte di Oxford, contro l'altro pretendente, Robert Bertie, I conte di Lindsey.
 
Il 24 ottobre 1626, Simonds convolò a nozze con Anne Clopton, figlia ed unica erede di Sir William Clopton, un importante membro della gentry inglese e ricco possidente. In dicembre dello stesso anno fu nominato cavaliere da Carlo I d'Inghilterra e acquistò una magione nei pressi di Islington, dove iniziò a raccogliere una folta biblioteca. Strinse amicizia con l'ambasciatore dei Paesi Bassi, Sir Albertus Joachimi, con il quale condivideva gran parte delle sue visioni politiche e religiose.

Nel 1637 completò la prima redazione della sua opera sulle ricerche di storia parlamentare dal titolo The Journals of All the Parliaments During the Reign of Queen Elizabeth, che sarebbe stata pubblicata da suo nipote Paul Bowes solamente nel 1682.

## Carriera politica
Nel 1639 ottenne l'ingrato incarico, in qualità di sceriffo del Suffolk, di raccogliere nella regione la famigerata tassa denominata ship money, fatta emanare da re Carlo I per sovvenzionare il rafforzamento della marina militare inglese. Rendendosi conto della forte resistenza della popolazione rispetto a questa esazione, d'Ewes attinse dalle sue conoscenze storiche per presentare una petizione nella quale dimostrava l'illegittimità di quella tassa. Nel 1640, nell'intento di continuare la sua battaglia contro la tassazione ingiusta e per opporsi al diffondersi dell'arminianesimo in capo religioso, si candidò come parlamentare e venne eletto come rappresentante di Sudbury nel cosiddetto Long Parliament, dove manifestò posizioni riformatrici ma sostanzialmente piuttosto moderate. Proprio grazie a questo suo atteggiamento, nonostante si opponesse ad alcune decisioni considerate arbitrarie di Carlo I, venne nominato da quest'ultimo baronetto il 15 luglio 1641, nel corso della campagna del re per guadagnare il favore dei parlamentari moderati.

Allo scoppio della Prima guerra civile inglese, d'Ewes prese posizione in favore del Parlamento inglese, pur suscitando non pochi sospetti in merito alla sua fedeltà alla causa, dal momento che suo fratello Richard, era tenente colonnello nell'esercito fedele alla corona e cadde in battaglia durante l'assedio di Reading del 1648. Il 6 dicembre 1648, insieme ad altri quaranta parlamentari, d'Ewes fu espulso dalla House of Commons durante la cosiddetta Pride's purge. Dopo quell'esilio non avrebbe più fatto ritorno in Parlamento, e, trasferitosi presso Great Russell Street, a Londra, grazie anche alla protezione da parte dell'arcivescovo anglicano James Ussher, tornò a dedicarsi interamente allo studio dei documenti relativi alla storia della politica e della giurisprudenza inglesi.
 Poco dopo la nascita di suo figlio ed unico erede, Willoughby, avuto dalla sua seconda moglie, Elizabeth Willoughby, Simonds morì il 18 aprile 1650 e fu sepolto a Stowlangtoft.

D'Ewes morì senza aver pubblicato nulla delle sue innumerevoli ricerche archivistiche e documentali, fatta eccezione per alcuni discorsi pronunciati in Parlamento e un piccolo libello dal titolo The Primitive Practice for Preserving Truth, pubblicato nel 1645.
Il suo contributo alla storia inglese è dato dall'enorme quantità di documenti trascritti pazientemente e la cui copia originale è ormai andata perduta. L'ingente quantità di documenti trascritti si trova attualmente, ma solo in parte, all'interno della British Library ed è stata pazientemente catalogata dallo studioso Andrew G. Watson. Questa preziosa raccolta contiene una miscellanea di documenti, che va dagli esercizi scolastici del giovane d'Ewes alle lettere ai suoi familiari, dalle voluminose trascrizione di cartigli alle prime volontà testamentarie e ai primi documenti legali della storia anglosassone.